# Onomastus rattotensis
Onomastus rattotensis är en spindelart som beskrevs av Benjamin 20. Onomastus rattotensis ingår i släktet Onomastus och familjen hoppspindlar. Inga underarter finns listade i Catalogue of Life.